# Космос-206
Космос-206 је један од преко 2400 совјетских вјештачких сателита лансираних у оквиру програма Космос.
Космос-206 је лансиран са космодрома Плесецк, СССР, 14. марта 1968. Ракета-носач Р-7 Семјорка (рус. Семёрка) (8К71, НАТО ознака SS-6 Sapwood) са додатим степеном је поставила сателит у орбиту око планете Земље. 